# Vincent Thill
Vincent Thill (4 februari 2000) is een Luxemburgs voetballer die bij voorkeur als offensieve middenvelder speelt. Hij stroomde in 2016 door vanuit de jeugd van FC Metz. In hetzelfde jaar debuteerde hij voor Luxemburg.

## Clubcarrière
Thill speelde in de jeugd bij Fola Esch, Progrès Niedercorn en FC Metz. Op 20 augustus 2016 debuteerde hij voor het tweede elftal van Metz tegen ASC Biesheim. Op 21 september 2016 maakte hij zijn opwachting in de Ligue 1 in de thuiswedstrijd tegen Girondins Bordeaux. Thill viel na 82 minuten in voor Mevlut Erdinç.

## Interlandcarrière
Thill maakte twee doelpunten in twee interlands voor Luxemburg –17. Op 25 maart 2016 debuteerde hij voor Luxemburg tegen Bosnië-Herzegovina. Hij viel na 69 minuten in voor Mario Mutsch. Op 2 september 2016 kreeg hij zijn eerste basisplaats tegen Letland.